# 243 km (obwód nowogrodzki)
243 km (ros. 243 км) – przystanek kolejowy w miejscowości Snariewo, w rejonie okułowskim, w obwodzie nowogrodzkim, w Rosji. Położony jest na linii Petersburg – Moskwa.